# Mlýn Perner

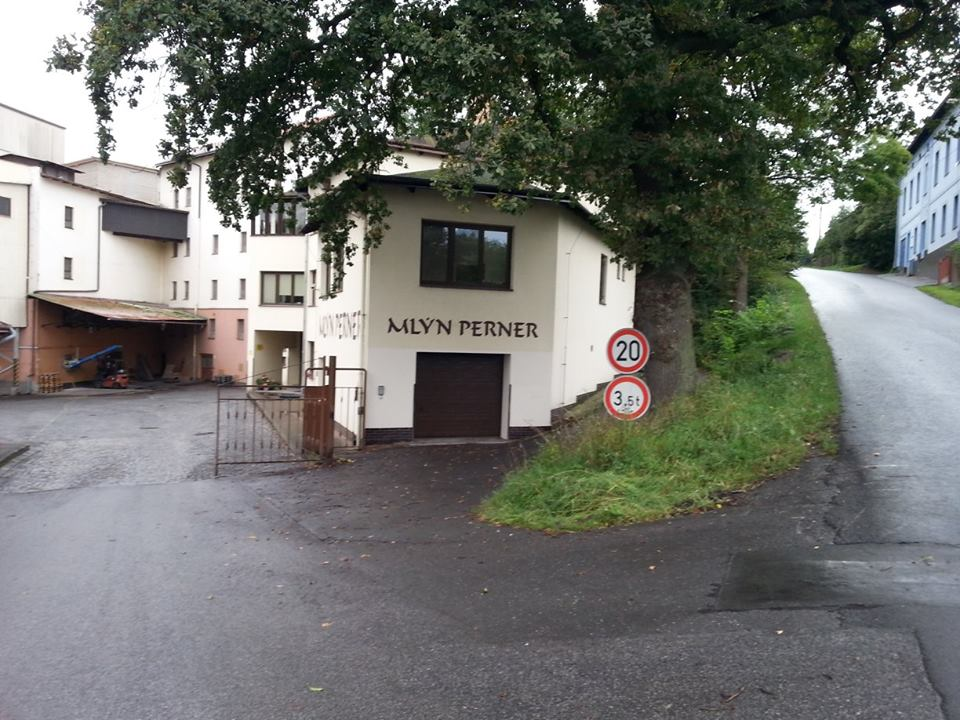
Mlýn Perner

Mlýn Perner je rodinný mlýn v obci Svijany. Nachází se asi šest kilometrů západně od Turnova v okrese Liberec. Historie mlýna sahá do 15. století.

## Historie
Původní, vodní mlýn byl postaven roku 1420 na řece Jizeře ve Svijanech. Roku 1565 se Svijany staly centrem panství šlechtické rodiny Vartenberků, mezi jeho pozdější majitele patřily kromě mlynářských rodin také šlechtické rody Valdštejnů a Šliků. Majitelem mlýna nějakou dobu byl i Michal Mácha, bratr básníka Karla Hynka Máchy. Roku 1933 svijanský mlýn koupil dědeček současného majitele Bohumil Perner. V roce 1948 byl mlýn znárodněn, roku 1992 byl v restitucích v zanedbaném stavu rodině Pernerových vrácen. 

## Současnost

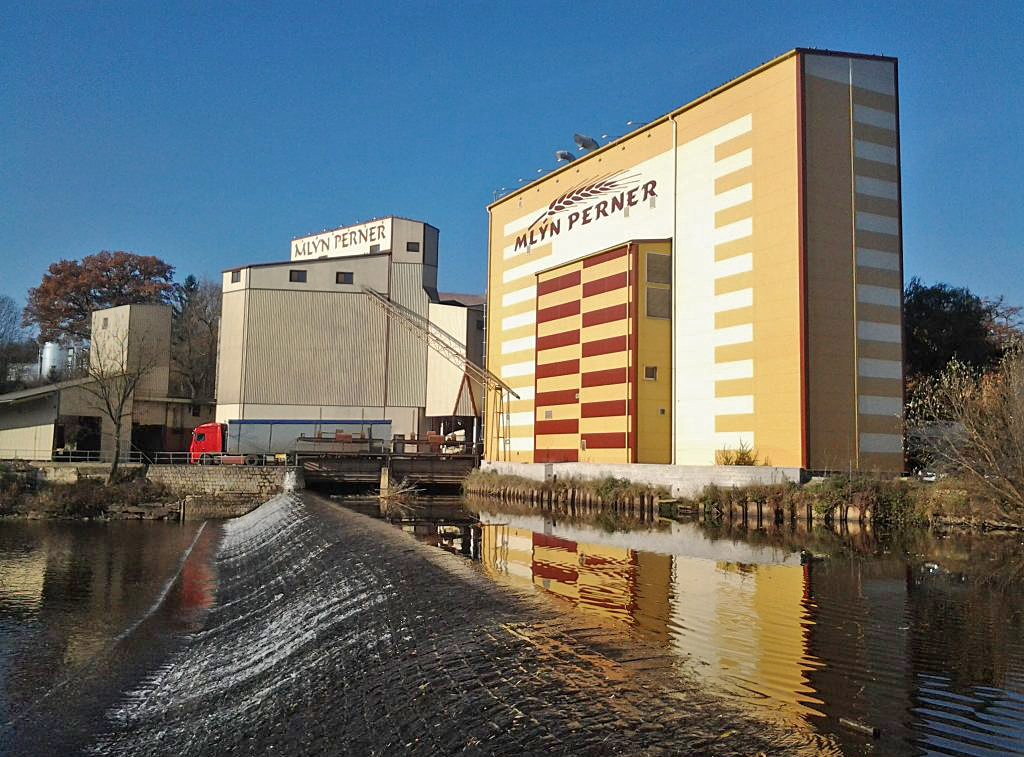
Mlýn Perner – nová budova

V roce 2007 se většinovým vlastníkem stal Daniel Perner, který pokračuje v rodinné tradici. Absolvoval Střední školu potravinářské technologie v Pardubicích a zkušenosti získal při dlouhodobých pobytech ve mlýnech ve Švýcarsku, Lucembursku a Německu. V roce 2009 vedle původního mlýna vyrostla nová budova s plně automatizovaným provozem. Mlýn Perner patří k z největších výrobců mouky v Česku. Disponuje speciální technologií na mletí několika druhů jemné celozrnné mouky, na jejímž vývoji spolupracoval s Ústavem sacharidů a cereálií VŠCHT a se Zemědělským výzkumným ústavem Kroměříž. Je největším tuzemským exportérem mouky z Česka. V Česku se mouka prodává pod značkou Pernerka.
V letech 2016 a 2017 společnost spravující Mlýn Perner učinila sponzorské dary pro politické hnutí ANO 2011. Jejich celková výše byla 600 000 Kč.

## Výroba
V letech 2009–2012 prošel mlýn rozsáhlou modernizací, díky čemuž dosáhl produkce více než 145 000 tun mouky za rok. To odpovídá zhruba 14 % průmyslové výroby pšeničné mouky v České republice. Novou technologii dodala firma Bühler ze Švýcarska.
Výroba je rozdělena do dvou samostatných mlýnských provozů, které mohou pracovat nezávisle nebo v tandemu. Mlýn Perner je dodavatelem volně ložené mouky českým výrobcům pečiva a cukrovinek. Mouku dodává také do zahraničí.